# Камеаим, Ванди
Ванди Камеаим (тайск. วันดี คำเอี่ยม; род. 18 января 1978) — таиландская тяжелоатлетка, бронзовый призёр Олимпийских игр 2004 года, многократный призёр Чемпионата мира в весовой категории до 58 килограмм.

## Карьера
На Чемпионате мира 2002 года Ванди Камеаим выиграла серебряную медаль в категории до 58 кг, подняв суммарный вес 212,5 кг.
На Олимпийских играх 2004 года в Афинах она завоевала бронзовую медаль с результатом 230,0 кг в общей сложности.
В 2005 году на Чемпионате мира в Дохе спортсменка заняла второе место и получила серебряную медаль, подняв 236,0 кг. Непродолжительное время Камеаим владела мировым рекордом в толчке — 135 кг, но Гу Вэй из Китая, подняла 136 кг, а затем и 139 кг.
Через год, на Чемпионате мира 2006 года она подняла в сумме 230,0 кг и заняла третье место.
На Летних Олимпийских играх 2008 года в Пекине таиландка показала четвёртый результат в итоговом протоколе.